# Galium humile
Galium humile är en måreväxtart som beskrevs av Adelbert von Chamisso och Diederich Franz Leonhard von Schlechtendal. Galium humile ingår i släktet måror, och familjen måreväxter. Inga underarter finns listade i Catalogue of Life.